# Rivière Tomifobia
Rivière Tomifobia är ett vattendrag i Kanada.   Det ligger i provinsen Québec, i den sydöstra delen av landet, 290 km öster om huvudstaden Ottawa.
Omgivningarna runt Rivière Tomifobia är en mosaik av jordbruksmark och naturlig växtlighet. Runt Rivière Tomifobia är det mycket glesbefolkat, med 7 invånare per kvadratkilometer.